# Zeil am Main
Zeil am Main (eller : Zeil a. Main) er en by i Landkreis Haßberge i Regierungsbezirk Unterfranken i den tyske delstat Bayern.
Blandt byens seværdigheder er den romantiske markedsplads med gamle bindingsværkshuse, bymure og -tårne fra middelalderen, borgruinen Schmachtenburg i vinbjergene, valfartskirken „Zeiler Käppele“ på Kapellenberg, eller de mange små „Grabengärten“ (kolonihaver) langs den gamle bymur.

## Geografi
Zeil a. Main ligger i Region Main-Rhön. Byen ligger omkring 27 km øst for Schweinfurt og 25 km vest for Bamberg. Mod nord ligger Naturpark Haßberge og mod syd Steigerwald.
I kommunen ligger, ud over Zeil a. Main, disse landsbyer og bebyggelser Bischofsheim, Bischofsheimer Forst-Nordost, Bischofsheimer Forst-Südwest, Krum, Schmachtenberg, Sechsthal og Ziegelanger.
- Landsbyen Krum
- Landsbyen Bischofsheim

- "Zeiler Käpelle",
- Middelalderlig bymur med Propstenhof  i baggrunden, hvor der er offentlige kontorer